# Автохтонна теория за произхода на българския народ
Автохтонната теория за произхода на българите е псевдонаучна теория за етногенезиса на българите, отхвърляна като маргинална според мненията на академичната историческа наука у нас и по света.
Тази концепция е изложена за първи път в цялостен вид през 1910 г. в книгата „Произходът на българите и начало на българската държава и българската църква“ на Ганчо Ценов. Основен постулат на автохтонната теория е, че българите са народ, който населява Балканите още от античността, т.е. като всъщност са местни племена като траки, илири, македони и даки, които са живеели постоянно на същата територия и само си сменяли имената. В една от причудливите хипотези подкрепящи автохтонизма, се приема, че прабългарите, след продължително пътуване от Балканите до Централна Азия в древността, впоследствие са се завърнали в старата си родина в ранното средновековие. Друга такава теория е тази на архимандрит Кирил Рилски, издал през 1930-та книгата „Българската Самостоятелна Църква в Илирия“. Според него от незапомнени доисторически времена е съществувала българска държава в Македония, която той нарича „Стара България“, като след завладяването им от Римската империя, българите са станали пълноправни римски граждани и са били покръстени още от Апостол Павел. Защитници на тази теория са и изследователи-любители като Георги Сотиров и други.
Автохтонна теория не се потвърждава както от археологията и историографията, така и от палеогенетиката. Цитираните в нейна подкрепа средновековни сведения, които идентифицират българите като мизи или други местни балкански племена, се интерпретират погрешно от любители и псевдоучени, непознаващи спецификите на византийската историографска традиция. 